# Feijão
Feijão é um nome comum para uma grande variedade de sementes de plantas de alguns gêneros da família Fabaceae. Proporciona nutrientes essenciais como proteínas, ferro, cálcio, vitaminas (principalmente do complexo B), carboidratos e fibras.
A combinação de arroz com feijão é típica da culinária do Brasil e da América Central. Geralmente, tal combinação acompanha carnes, legumes, verduras e tubérculos.

## Etimologia
"Feijão" teve origem no latim faseolu, com troca de sufixo.

## História
O feijão-comum  chega a Portugal por via da América Central e do Sul, ainda na pendência do século XVI, na época dos Descobrimentos. Sendo que o mesmo já era conhecido e cultivado pelos povos ameríndios.
A historiografia moderna entende que o feijão conheceu dois centros de origem: os Andes e a região mesoamericana, pelo que há variedades peculiares dessas regiões, que não se encontram noutras partes do planeta.
Com base num estudo publicado na US National Library of Medicine National Institutes of Health, em 2017, as variedades de feijão típicas de Portugal exibem proximidade genética com as variedades próprias dos Andes, pelo que se depreende que os feijões que se vieram a fixar e a usar mais comummente em Portugal terão sido aqueles que provieram originalmente dessa região da América do Sul.

## Espécies

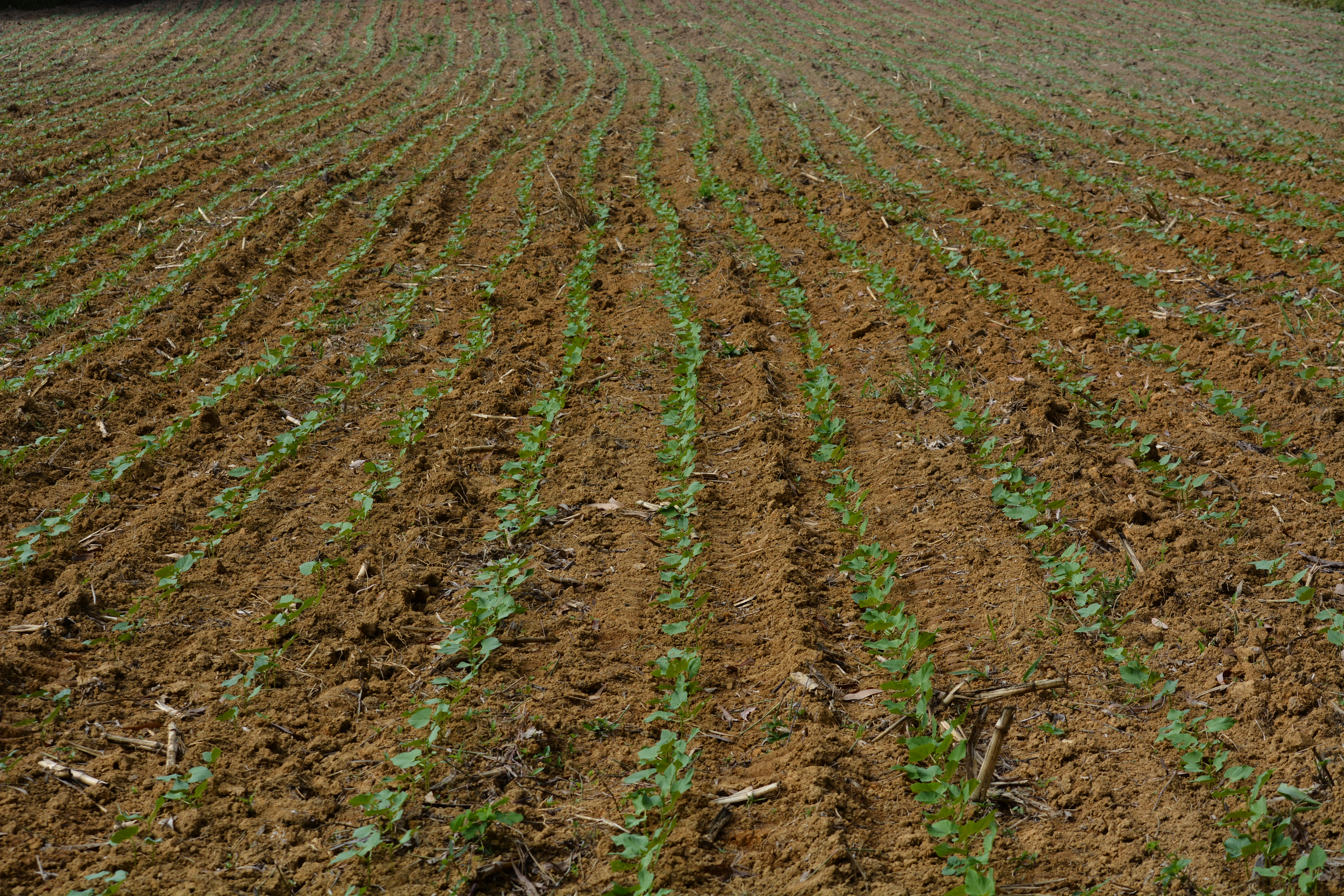
Plantação de feijão vermelho em Dores do Turvo, MG

Três espécies de feijão são muito cultivadas no Brasil:
- Phaseolus vulgaris, o feijão comum, cultivado em todo o mundo;
- Vigna unguiculata, vulgarmente chamado  de feijão-de-corda, feijão-macáçar, caupi e outros, predominante na região Nordeste e na Amazônia;
- Cajanus cajan, feijão-guandu ou andu, comum no Nordeste, principalmente em sua variedade arbórea.

Apesar da enorme importância da cultura do feijão, o rendimento médio brasileiro é baixo. Mesmo tendo um potencial produtivo superior a 4 000 kg/ha, a média brasileira é de apenas 817 kg/ha, sendo altamente influenciada pelo sistema de cultivo. No entanto esta produtividade é maior do que a década de 1960/70 que variava entre 500–600 kg/ha.[carece de fontes?] Para efeito de comparação, pode-se mencionar que alguns países como os Estados Unidos, o Japão, a Turquia e a Itália, têm rendimento médio superior a 1 400 kg/ha, de acordo com a FAO.[carece de fontes?]
No Brasil, a EMBRAPA lidera uma ampla rede de pesquisa e melhoramento de feijão, composta de 40 instituições, incluindo diversas empresas e universidades. Esta rede tem lançado várias novas cultivares de feijoeiro mais produtivas e mais resistentes a pragas e doenças. A EMBRAPA desenvolveu uma variedade de soja preta denominada BRSMG 715A, rica em proteína, de fácil preparo e sabor agradável.
O consumo em quantidades de média a alta de feijão está sendo associado a diminuição no desenvolvimento de doenças como o diabetes, obesidade, doenças cardiovasculares e até mesmo neoplasias. Acredita-se que esse efeito benéfico do consumo do feijão é devido à presença de metabólitos secundários nessa leguminosa, os fitoquímicos, sendo os que presentes em maiores concentrações os compostos fenólicos e os flavonoides.

## Variedades
Existem 175 variedades conhecidas de feijão, em Portugal, sendo que, dentre elas, 166 são oriundas de Portugal Continental e as sobejantes 9 tocam à ilha da Madeira e à ilha de São Miguel nos Açores.
São dignas de menção, dentre esse rol de 175 variedades: o feijão-branco; o feijão-manteiga; o feijão-frade; o feijão-bragançano e o tarrestre.

## Produção
Em 2010, a produção mundial total de grãos de feijão foi de 23 milhões de toneladas, cultivadas em mais de 30 milhões de hectares. A produção mundial de vagens em 2010 foi de 17,7 milhões de toneladas, cultivadas em 15,1 milhões de hectares.
Desde 2006, o Paraná lidera a produção de feijão no Brasil. Minas Gerais é o 2º maior produtor de feijão do Brasil, com 17,2% da produção nacional em 2020.
| 10 maiores produtores de grãos (milhões de toneladas), 2010 | 10 maiores produtores de grãos (milhões de toneladas), 2010 |
| ----------------------------------------------------------- | ----------------------------------------------------------- |
| Índia                                                       | 4,87                                                        |
| Brasil                                                      | 3,20                                                        |
| Myanmar                                                     | 3,03                                                        |
| China                                                       | 1,53                                                        |
| Estados Unidos                                              | 1,44                                                        |
| México                                                      | 1,16                                                        |
| Tanzânia                                                    | 0,95                                                        |
| Uganda                                                      | 0,46                                                        |
| Quênia                                                      | 0,39                                                        |
| Argentina                                                   | 0,34                                                        |
| Mundo                                                       | 23,23                                                       |

| 10 maiores produtores de vagens (milhões de toneladas), 2010 | 10 maiores produtores de vagens (milhões de toneladas), 2010 |
| ------------------------------------------------------------ | ------------------------------------------------------------ |
| China                                                        | 13,03                                                        |
| Indonésia                                                    | 0,88                                                         |
| Turquia                                                      | 0,59                                                         |
| Índia                                                        | 0,58                                                         |
| Tailândia                                                    | 0,30                                                         |
| Egito                                                        | 0,27                                                         |
| Marrocos                                                     | 0,20                                                         |
| Itália                                                       | 0,18                                                         |
| Espanha                                                      | 0,17                                                         |
| México                                                       | 0,10                                                         |
| Mundo                                                        | 17,65                                                        |